# Tiny Toon Adventures: Buster Saves the Day
Tiny Toon Adventures: Buster Saves the Day — видеоигра, выпущенная для портативной игровой консоли Game Boy Color. Для консоли Game Boy Color «Buster Saves the Day» является первой игрой по мотивам мультсериала Tiny Toon. Она была разработана компанией Warthog и выпущена компанией Conspiracy Games.

## Содержание игры
Игра начинается с того, что Монтана Макс на вертолёте похищает друзей Бастера Банни: Плаки Дака, Хэмтона и Бэбс Банни. Но Бастер — храбрый кролик, и поэтому отправился выручать друзей. По пути ему противостоят множество врагов, которые мешают прохождению, и которых нужно уничтожать. На протяжении уровней игроку придётся
уничтожать различных червяков, ос, шлемов и им подобных, а в конце ему предстоит сразиться с боссом — Монтаной Максом.

## Игровой процесс
Игра представляет собой выживание, то есть для того, что бы перейти на следующий уровень, нужно уничтожить всех врагов. Для этого у Бастера имеются теннисные мячи, которыми он может оглушить противника на некоторое время, сокращающееся при повышении уровня, а также имеет молоточек, которым Бастер автоматически уничтожает оглушённого противника при подходе вплотную. Чем выше уровень, тем сложнее становятся враги. Также Бастер может попасть и по летающей тарелке, из которой вываливаются бонусы. Нужно подбирать их, иначе вскоре приз исчезнет.

## Бонусы

Первый уровень игры

- Дополнительный удар. Имеет вид кроличьей морды. Добавляет возможность получать урон без потери жизни. Удары показаны в правом нижнем углу, в виде кроличьих морд. В этой игре используется правило, по которому показан запас, а не количество, поэтому отсутствие ударов говорит о том, что используется последний (то есть «нулевой») удар.
- Ускорение. Имеет вид ботинка. Увеличивает скорость Бастера на некоторое время.
- Неуязвимость. Имеет вид щита с буквой B. На некоторое время делает Бастера неуязвимым. Во время действия бонуса Бастер мигает.
- Стоп-время. Имеет вид часов. Останавливает врагов на некоторое время. Окончание действия бонуса сопровождается звоном будильника.
- Быстрая стрельба. Имеет вид морковки. На некоторое время позволяет Бастеру кидать мячи без перерыва с гораздо большей скоростью.
- Жизнь. Имеет вид полицейского значка с буквой B. Добавляет одну жизнь для Бастера. Жизни показаны внизу посередине, в виде полицейских значков. В этой игре используется правило, по которому показан запас, а не количество, поэтому отсутствие жизней, говорит о том, что используется последняя (то есть «нулевая») жизнь.